# Maureen Tucker
Maureen Ann (Moe) Tucker (Jackson Heights (New York), 26 augustus 1944) is een Amerikaans muzikante. Ze is vooral bekend als de minimalistische drummer van The Velvet Underground en wordt gezien als een van de eerste vrouwelijke drummers in de rockmuziek.

## Biografie

### Jeugd
Maureen Tucker (roepnaam: Moe) werd geboren in de wijk Jackson Heights van New York en groeide op in Levittown op Long Island. Na het horen van "Not Fade Away" van The Rolling Stones op de autoradio besloot ze op 19-jarige leeftijd een kleine trom te kopen. Onder haar grootste invloeden vielen Bo Diddley en de Nigeriaanse drummer Babatunde Olatunji.

### The Velvet Underground
Tuckers muzikale carrière begon in 1965, toen de pas opgerichte Velvet Underground dringend op zoek was naar een nieuwe drummer na het vertrek van hun originele drummer, Angus MacLise. Sterling Morrison, gitarist van de groep, herinnerde zich dat de zus van een oud-klasgenoot drumde en ze werd zonder auditie aangenomen. Het was de bedoeling dat ze als tijdelijke oplossing zou fungeren, maar uiteindelijk zou ze de groep verlaten als een van de laatsten. Tucker was een autodidact en zag het aanhouden van het ritme als haar enige taak, resulterend in minimalistische drumpartijen. Ze drumde bij voorkeur staand in plaats van zittend en met mallets in plaats van stokken. Haar drumstel was onconventioneel opgesteld, bestaande uit een kleine trom, tom-toms en een omgekeerde basdrum. Ze had een hekel aan de bekkens, die ze vrijwel nooit gebruikte.
Nadat The Velvet Underground werd ontdekt door Andy Warhol verbleef Tucker in het weekend graag in The Factory. Ze kon het goed vinden met Warhol en speelde een hoofdrol in zijn korte film Moe Gets Tied Up, waarin ze door haar groepsgenoten wordt vastgebonden aan een stoel.

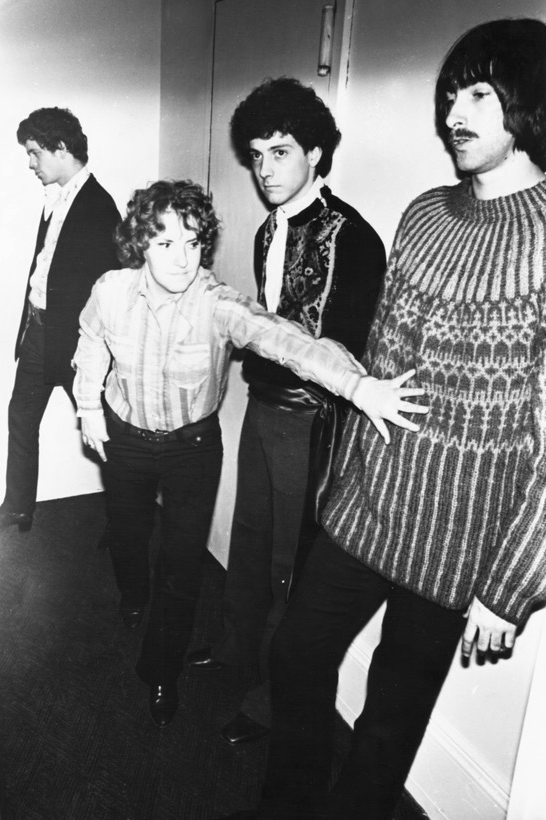
The Velvet Underground in 1968, v.l.n.r.: Lou Reed, Maureen Tucker, Doug Yule en Sterling Morrison

Met The Velvet Underground nam ze drie albums op: The Velvet Underground & Nico, White Light/White Heat en The Velvet Underground. Het vierde album, Loaded, moest ze overslaan vanwege zwangerschapsverlof. Naast drummen zong ze ook een drietal nummers: The Murder Mystery, After Hours (beide van het album The Velvet Underground) en I'm Sticking with You (van het compilatiealbum VU). Ook bespeelde ze sporadisch de basgitaar. Het enige verschenen nummer van Tucker op bas is Melody Laughter van het in 1995 verschenen Peel Slowly and See.
Na de geboorte van haar eerste kind kwam Tucker terug bij The Velvet Underground, ondanks het vertrek van de sleutelfiguren John Cale en Lou Reed. Met de overgebleven groepsleden toerde ze een jaar, waarna ze de groep opnieuw verliet. Ze stapte hierbij niet alleen uit The Velvet Underground, maar ook uit de muziekwereld en verhuisde naar het zuiden. Ze zou zich de daaropvolgende jaren op haar gezin richten en werkte voor een distributiecentrum van Walmart.

### Solo en andere bands
In het begin van de jaren 80 pakte ze haar muzikale carrière weer op. Zo kwam in 1982 haar eerste solo-album uit, Playin' Possum. Dit album bestaat uit een achttal covers, aangevuld met een eigen nummer. Tucker bespeelt alle instrumenten (zang, gitaar, saxofoon en drums) zelf. Het album bevat nummers van onder andere Lou Reed, Bob Dylan en Chuck Berry. De hierop volgende albums bevatten veel meer muzikanten, waaronder oud-groepsgenoten Lou Reed, John Cale en Sterling Morrison, maar ook jongere artiesten zoals de leden van Sonic Youth en Half Japanese. 
In totaal bracht Tucker tussen 1981 en 1994 vier solo-albums en enkele ep's uit. Vijf nummers verschenen op single. Daarnaast verscheen Tucker op albums van onder andere Half Japanese, Lou Reed (New York, 1989), John Cale, Charles Douglas en The Kropotkins. Tussen 1992 en 1993 nam Tucker deel aan de reünie van The Velvet Underground. In 1996 werd de groep ingewijd in de Rock and Roll Hall of Fame en gaven Tucker, Reed en Cale hun laatste optreden als The Velvet Underground met het nummer "Last Night I Said Goodbye To My Friend', een eerbetoon aan hun onlangs overleden groepsgenoot Sterling Morrison.

### Pensioen
In de jaren 00 trok Tucker zich opnieuw terug uit de muziekwereld om zich op de opvoeding van haar kleinzoon te richten. Ze woont in Douglas, Georgia, is gescheiden en heeft vijf kinderen.
In 2010 dook een televisie-interview met Tucker op, waarin ze bij een protestbijeenkomst van de Tea Party-beweging haar onvrede over het beleid van president Obama uitte. In een daaropvolgend kranteninterview lichtte ze haar politieke opvattingen toe.

Op de in 2019 door het tijdschrift Rolling Stone gepubliceerde ranglijst van 100 beste drummers in de geschiedenis van de popmuziek kreeg Moe Tucker de 77e plaats toegekend.

## Discografie
| - The Velvet Underground & Nico (1967) - White Light/White Heat (1968) - The Velvet Underground (1969) - 1969: The Velvet Underground Live (1974) - VU (1985) - Another View (1986) - Live MCMXCIII (1993) | - Charlie Picket - Route 33 (1986, als drummer) - Lou Reed - New York (1988, als percussionist) - Half Japanese - Everybody Knows / Turn Your Live Around (1991, als producer) - Half Japanese - Fire in the Sky (1990, als producer en drummer) - Shotgun Rationale - Time is Mine / Wheel (1991, als producer) - Shotgun Rationale - Who Do They Think They Are (1992, als producer) - Shotgun Rationale - Roller Coaster (1993, als zangeres) - Workdogs - Workdogs in Hell (1993, als muzikant) - John Cale - Walking on Locusts (1996, als drummer) - Paul K and the Weathermen - Love is a Gas (1997, als producer) - Magnet - Don't Be a Penguin (1997, als drummer en zangeres) - John Cale - Eat/Kiss (1997, als drummer) - Charles Douglas - The Lives of Charles Douglas (1999, als drummer en producer) - The Kropotkins - Five Points Crawl (2000, als muzikant) |

- Bibliothèque nationale de France: cb13939637x (data)
- Gemeinsame Normdatei: 1146427867
- International Standard Name Identifier: 0000 0000 4337 3887
- Library of Congress Control Number: n94018033
- MusicBrainz: 66742cdb-d1c2-4546-8204-3ff36db12da9
- Nationale Bibliotheek van Tsjechië: xx0174545
- Système universitaire de documentation: 193353199
- Virtual International Authority File: 29722353
- WorldCat: E39PBJvCVyRThH8xkKbjcy9Yyd